# Nyírmártonfalva
Nyírmártonfalva is een plaats (község) en gemeente in het Hongaarse comitaat Hajdú-Bihar. Nyírmártonfalva telt 2,034 inwoners (2015).